# Smicroloba discata
Smicroloba discata là một loài bướm đêm trong họ Noctuidae.